# 아뎀 베레케트
아뎀 베레케트(튀르키예어: Adem Bereket, 1973년 7월 19일~) 또는 러시아어식 이름인 아담 아스하보비치 바라호예프(러시아어: Ада́м Асха́бович Барахо́ев)는 러시아 태생 튀르키예의 레슬링 선수, 지도자이다. 2000년 하계 올림픽에 참가하여 남자 자유형 미들급 동메달을 획득했다. 또한 세계 선수권 대회에서 동메달 1개를 획득했으며 유럽 선수권 대회에서 은메달 1개를 획득했다.